# استفانی کورتنی
استفانی کورتنی (انگلیسی: Stephanie of Courtenay؛ حدود ۱۱۲۰ - دههٔ ۱۱۸۰)، یکی از اشراف زن دولت‌های صلیبی در اراضی مقدس بود که در مقام سرراهبه و سرپرست صومعه سنت مری بزرگ در اورشلیم خدمت می‌کرد. وی یکی از اعضای مشهور خاندان کورتنی بود که بر قلمروی صلیبی ادسا حکم می‌رانند وبرای گسترش نفوذ و ثروت صومعه خود تلاش می‌کرد. وی بیشتر شهرت خود را بخاطر گفتگوهایش با ویلیام صوری، وقایع‌نگار دولت‌های صلیبی، به دست آورد و یکی از منابع اثر برجسته وی، هیستوریا بود.

## زندگی اولیه
استفانی در حدود سال ۱۱۲۰ میلادی در ادسا به دنیا آمد. او دختر کنت ژوسلین یکم ادسا از خاندان کورتنی و ماریا اهل سالرنو بود که برادرش راجر سالرنو به عنوان نایب‌السلطنه حکومت شاهزاده‌نشین انطاکیه را بر عهده داشت. ژوسلین یکم در سال ۱۱۳۱ درگذشت تا کنت‌نشین ادسا به برادر ناتنی بزرگتر استفانی، ژوسلین دوم برسد، اما در سال ۱۱۵۱ بخش اعظمی از قلمروی آن به امپراتور مانوئل اول کومننوس فروخته شد و مابقی اراضی نیز بلافاصله توسط نورالدین زنگی فتح شد. مورخ اندرو باک احتمال می‌دهد که استفانی پس از سقوط ادسا مدتی را در قلمروی انطاکیه گذرانده باشد.

## راهبه اعظم
استفانی وارد صومعه بزرگ سنت ماری در اورشلیم شد. طبق نظر مورخان برنارد همیلتون و اندرو جوتیشکی، او ممکن است این کار را پیش از مرگ پدرش انجام داده باشد. هنگامی که او نذر خود را ادا کرد، خانواده‌اش صومعه را وقف کردند. او نهایتاً به مقام سرراهبه و سرپرست صومعه رسید. در این سمت، او مُهر شخصی خود را داشت که تصویر او را در حالی که عصای اسقفی و کتابی در دست دارد، نشان می‌داد. تا زمانی که استفانی رهبری را به دست گرفت، جامعه راهبه‌ها روش‌هایی برای گنجاندن محل صومعه‌شان در داستان مصائب عیسی یافته بودند. همیلتون و جوتیشکی معتقدند که استفانی ممکن است فردی بوده باشد که داستان محبوس شدن مریم، مادر عیسی، به دستور او در اتاقی در محل صومعه را معرفی کرده باشد، در حالی که عیسی به سمت مصلوب شدن هدایت می‌شد.
هنگامی که امالریک، همسر خواهرزاده استفانی یعنی آگنس، در سال ۱۱۶۳ پادشاه اورشلیم شد، دیوان عالی از او خواست تا ازدواجش با آگنس را پایان دهد. ازدواج آنها به دلیل خویشاوندی فسخ شد، اما دلیل آن چنان سست بود که ویلیام صوری، یکی از اعضای کلیسا و اسقف اعظم شهر صور، با استفانی مشورت کرد تا توضیح دهد که این زوج چگونه با هم ارتباط خویشاوندی دارند.
در سال ۱۱۷۴، چند هفته قبل از مرگش، پادشاه امالریک امتیازی صادر کرد که به استفانی و جامعه‌اش اجازه می‌داد در نزدیکی کلیسای مقبره مقدس خانه‌هایی بسازند که می‌توانست سود قابل توجهی برای آنها به همراه داشته باشد. نفوذ استفانی در دربار در دوران سلطنت بعدی بالدوین چهارم، پسر آمالریک از آگنس، حتی بیشتر شد. خواهرزاده استفانی، ژوسلین سوم، مباشر سلطنتی بود و آگنس در همه امور به جز نام، ملکه محسوب می‌شد. آنها کاملاً پذیرای تمایل او برای تحکیم دارایی‌های صومعه بودند. در مقطعی پس از سال ۱۱۷۸، او با جان، راهب اعظم سنت ماری دره یهوشافاط، دیدار کرد و آنها حقوقی را که هر یک در املاک دیگری داشتند، مبادله کردند.

## مرگ و میراث
ویلیام صوری با استفانی زمانی ملاقات کرد که او دیگر «بسیار پیر» شده بود، اما اشاره کرده است که استفانی حافظه خوبی داشته است. اسقف اعظم صور او را «نجیب‌زاده‌ای از نظر تبار و همچنین از نظر شخصیت» توصیف کرده است. ویلیام که در آن زمان در حال نوشتن تاریخ شرق لاتین بود، استفانی را منبع قابل اعتمادی از اطلاعات دربارهٔ وقایعی که از دهه ۱۱۳۰ به بعد در شمال سوریه رخ داده بود می‌دانست، و او ممکن است شاهد عینی این وقایع بوده باشد.
استفانی بین سال‌های ۱۱۸۰ و ۱۱۸۷ درگذشت. جانشین او زنی از مرکز-جنوب فرانسه بود که احتمالاً به پیشنهاد هراکلیوس، پاتریارک لاتین، انتخاب شده بود.